# 7604 Kridsadaporn

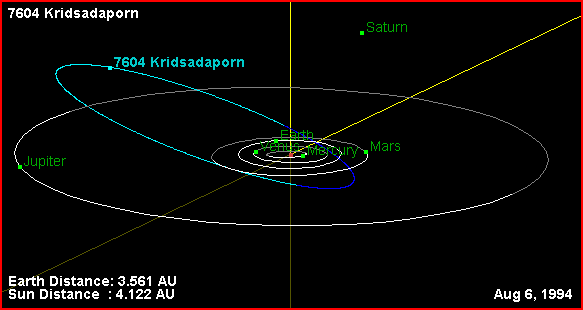
7604 Kridsadaporn

7604 Kridsadaporn eller 1995 QY2 är en asteroid i huvudbältet som upptäcktes den 31 augusti 1995 av den australiensiske astronomen Robert H. McNaught vid Siding Spring-observatoriet. Den är uppkallad efter astronomen Kridsadaporn Ritsmitchai.